# Neostalinismus
Neostalinismus ist eine Bezeichnung für totalitäre realsozialistische Staatsformen, die nach dem Tode Josef Stalins dessen Politik (Stalinismus), meist in einer modifizierten, weniger extremen Form, fortgeführt beziehungsweise wieder aufgegriffen haben. Hierbei ist die Verwendung des Begriffes nicht ganz einheitlich. Gelegentlich wird er für fast alle totalitären sozialistischen Regierungen nach dem Tode Stalins verwendet, meist aber wird die Zeit der Regierung Nikita Chruschtschow aufgrund ihrer 1956 begonnenen Entstalinisierung und der mit ihr verbundenen Tauwetter-Periode davon ausgeschlossen. In diesem Fall bezeichnet Neostalinismus dann insbesondere das von Leonid Breschnew geprägte politische System (Breschnewismus) der Sowjetunion und ihrer Satellitenstaaten in der Zeit von 1964 bis 1985. Im offiziellen Sprachgebrauch der betroffenen sozialistischen Regierungen wurde diese Zeit des Neostalinismus als „Normalisierung“ bezeichnet.

## Definition

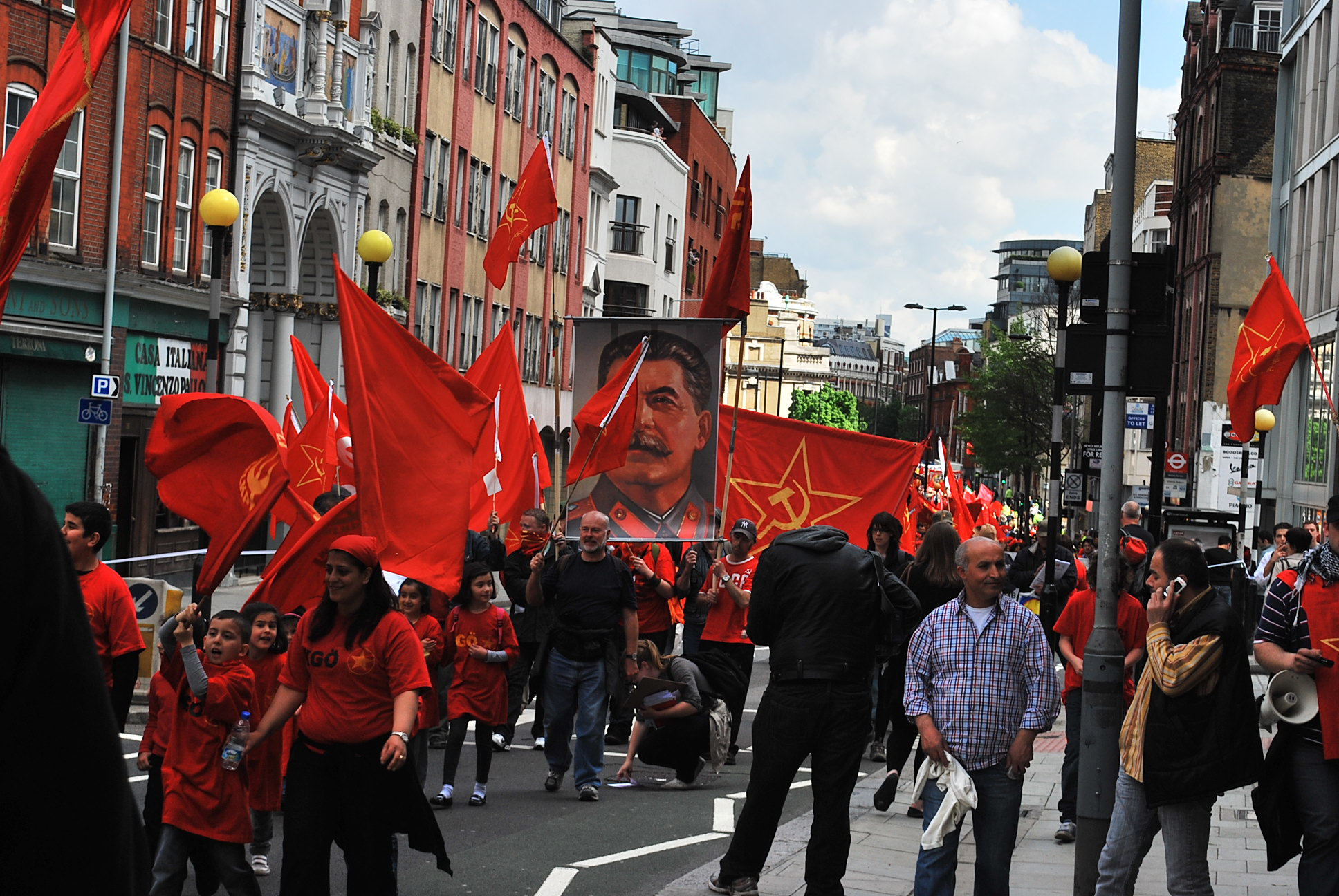
Porträt Stalins auf einer Demonstration am 1. Mai in London (2010)

Laut dem Historiker Roy Medwedew beschreibt der Begriff die Rehabilitierung Josef Stalins, die Identifikation mit ihm und dem damit verbundenen politischen System, die Nostalgie für die stalinistische Periode in der Geschichte der Sowjetunion, die Wiederherstellung der stalinistischen Politik und die Rückkehr zum administrativen Terror der stalinistischen Zeit, während einige der schlimmsten Exzesse vermieden werden.
Laut dem ehemaligen Generalsekretär der Kommunistischen Partei der Sowjetunion, Michail Gorbatschow, bezieht sich der Begriff auf einen gemäßigten stalinistischen Staat ohne groß angelegte Repressionen, aber mit Verfolgung politischer Gegner und totaler Kontrolle aller politischen Aktivitäten im Land.
Der amerikanische Trotzkist Hal Draper benutzte 1948 den Begriff Neostalinismus, um auf eine neue politische Ideologie zu verweisen – eine neue Entwicklung in der sowjetischen Politik, die er als einen reaktionären Trend definierte, dessen Anfang mit der populären Frontperiode Mitte der 1930er Jahre in Verbindung gebracht wurde, und schrieb: „Die Ideologen des Neostalinismus sind nur die Ranken, die von den Phänomenen – Faschismus und Stalinismus – vorgeschossen werden, die die soziale und politische Form einer Neobarbarei umreißen“.
Der Philosoph Frederick Copleston porträtiert den Neostalinismus als eine „slawophile Betonung Russlands und ihrer Geschichte“ und sagt, dass „das, was man Neostalinismus nennt, nicht ausschließlich Ausdruck des Wunsches ist, zu kontrollieren, zu dominieren, zu unterdrücken und zu dragonen; es ist auch Ausdruck des Wunsches, dass Russland, während es die westliche Wissenschaft und Technologie nutzt, eine Kontamination durch westliche ‚entartete‘ Haltungen vermeidet und seinen eigenen Weg einschlägt“.
Der politische Geograph Denis J.B. Shaw betrachtet die Sowjetunion bis zur Zeit des Übergangs zum Kapitalismus nach 1985 als neostalinistisch. Er identifizierte den Neostalinismus als ein politisches System mit Planwirtschaft und hochentwickeltem militärisch-industriellem Komplex.
In den 1960er Jahren unterschied die Central Intelligence Agency (CIA) zwischen Stalinismus und Neostalinismus, da „die sowjetischen Führer nicht zu zwei Extremen der Stalin-Herrschaft zurückgefallen sind – ein-Mann-Diktatur und Massenterror. Aus diesem Grund verdient ihre Politik das Etikett ‚neostalinistisch‘ und nicht -stalinistisch“.
Katerina Clark, die eine anti-Chruschtschow- und Pro-Stalin-Strömung in der sowjetischen Literaturwelt in den 1960er Jahren beschreibt, beschrieb das Werk der neostalinistischen Schriftsteller als eine Rückbeschilderung auf „die Stalin-Ära und ihre Führer [...] als Zeit der Einheit, der starken Herrschaft und der nationalen Ehre“.

### Zum Stalinismus und Antistalinismus
In seiner Monographie Reconsidering Stalinism diskutiert der Historiker Henry Reichman unterschiedliche und sich entwickelnde Perspektiven auf die Verwendung des Begriffs Stalinismus und sagt, dass „der Stalinismus hier eine Bewegung, dort ein wirtschaftliches, politisches oder soziales System, andernorts eine Art politischer Praxis oder Glaubenssystem beschreibt“. Er verweist auf die Arbeit des Historikers Stephen Cohen, die sowjetische Geschichte nach Stalin neu zu bewerten, als eine „anhaltende Spannung zwischen antistalinistischem Reformismus und neostalinistischem Konservatismus“ und stellt fest, dass eine solche Charakterisierung eine „kohärente“ Definition des Stalinismus erfordert – deren wesentliche Merkmale Cohen undefiniert lässt.

## Neostalinismus in der Sowjetunion

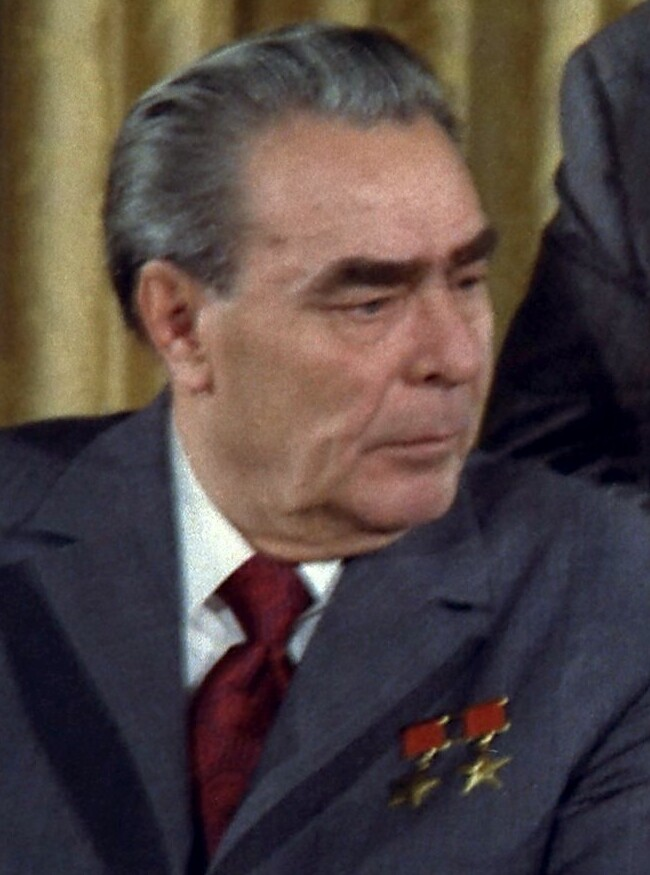
Leonid Breschnew (1973)

Nach dem unerwarteten Sturz von Nikita Chruschtschow durch strukturkonservative Kräfte im Jahre 1964 übernahm dessen einstiger Weggefährte Leonid Breschnew gemeinsam mit Alexei Kossygin die Führung der Sowjetunion. Zunächst schien es, als wenn die von Chruschtschow eingeleiteten Reformen fortgesetzt werden würden, auch am Prinzip der Entstalinisierung hielt man zunächst fest. Seit dem Frühjahr 1965 mehrten sich jedoch die Zeichen, dass die dogmatisch-konservativen Kräfte im Vordringen waren. Ein erstes Anzeichen für den Kurswechsel war der Versuch, Stalin wieder zu rehabilitieren und positiv erscheinen zu lassen. So wiederholte beispielsweise Breschnew zur Zwanzigjahrfeier anlässlich des Sieges im Zweiten Weltkrieg erstmals die Moskauer Siegesparade von 1945. In Artikeln über den KGB wurden die Verbrechen Stalins kaum noch erwähnt.
 Noch deutlicher wurde der Kurswechsel in der massiven Einschränkung der Meinungsfreiheit, so wurden unter anderem die beiden regimekritischen Schriftsteller Andrei Sinjawski und Juli Daniel verhaftet sowie eine Hausdurchsuchung bei Alexander Solschenizyn durchgeführt. Ende Januar 1966 schrieb die zentrale Parteizeitung Prawda, im Zuge der Entstalinisierung sei eine Reihe von Fehlern begangen worden, die Entlarvung des Personenkults sei zu weit gegangen und der Begriff „Periode des Personenkults“ sei überhaupt unmarxistisch und falsch. Des Weiteren wurde behauptet, der Kampf gegen den stalinistischen Personenkult hätte zu Nihilismus und Kosmopolitismus sowie anderen antileninistischen Ideen und Bewegungen geführt.
Auf dem 23. Parteitag der KPdSU 1966 wurde Stalin nicht offiziell rehabilitiert. Außerordentlich scharfe Attacken gegen reformfreudige Schriftsteller (die unter Chruschtschow noch frei schreiben konnten), die Rückbenennung des Parteipräsidiums in Politbüro und des Ersten Sekretärs in Generalsekretär (zuvor hatte nur Stalin diesen Titel geführt) sowie die Abschaffung des von Chruschtschow eingeführten Rotationssystems zeigten, dass der härtere Kurs nun auch offiziell sanktioniert worden war. Innenpolitisch wurde Chruschtschows Doktrin von der „friedlichen sozialistischen Umgestaltung“ zurückgedrängt und nicht mehr öffentlich erwähnt. In der Außenpolitik wurde Chruschtschows Prinzip der „friedlichen Koexistenz“ nun als Bestandteil des Kampfes gegen den Imperialismus betrachtet, das Hauptziel war nun die Sicherung günstiger internationaler Bedingungen für den Aufbau des Sozialismus und Kommunismus. Später wurde in der Breschnew-Doktrin festgelegt, dass die UdSSR in anderen realsozialistischen Staaten militärisch eingreifen würde, wenn dort der Sozialismus bedroht sein sollte (wie beim Einmarsch der Warschauer-Pakt-Staaten in die ČSSR 1968 und der Militärintervention in Afghanistan 1979).
Statt an Distanzierung vom Stalinismus und Entstalinisierungsreformen war die neue Führung an der Festigung der eigenen Macht bzw. Autorität interessiert und knüpfte daher an die stalinistische Tradition an. Die Zensur wurde verschärft, die Verhaftungen von und Prozesse gegen Dissidenten nahmen zu, die Haft- und Arbeitsbedingungen in den Arbeitslagern verschlechterten sich. Das von Chruschtschow 1960 aufgelöste Innenministerium wurde mit der berüchtigten Abkürzung MWD wiedererrichtet und neue Strafen für „wissentliche Verbreitung von Lügen“, die den sowjetischen Staat und die Ordnung verunglimpfen, wurden eingeführt. An die Stelle der Kritik an Stalin trat nun die erneute Verherrlichung seiner „militärischen Heldentaten“ während des „Großen Vaterländischen Krieges“; zugleich wurde die Jugend durch eine militärisch-patriotische Erziehung indoktriniert.
Die Ära des Neostalinismus endete erst mit den Reformen Michail Gorbatschows, der die Verbrechen Stalins erneut kritisierte und eine Abkehr von der stalinistischen Tradition einleitete. Gorbatschow beschreibt dabei das politische System der Breschnew-Ära als „einen Stalinismus ohne Repressionen, aber mit absoluter Kontrolle von allem und jedem“. Allerdings gab es auch schon Ansätze in dieser Richtung bei dem gemäßigt reformerischen Juri Andropow, die aber durch Andropows Regierungszeit von nur 14 Monaten (auf ihn folgte der Hardliner Konstantin Tschernenko) nicht umgesetzt werden konnten.

## Neostalinismus außerhalb der Sowjetunion

### Neostalinismus in Rumänien

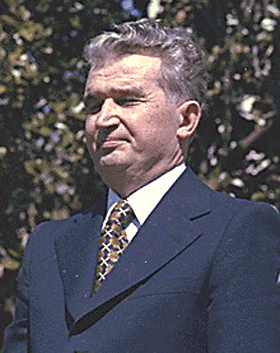
Nicolae Ceaușescu (1978)

Von einigen Wissenschaftlern wie Anton Sterbling und Mariana Hausleitner wird die Diktatur Nicolae Ceaușescus in Rumänien ebenfalls als neostalinistisch interpretiert. Sterbling unterscheidet dabei zwischen dem Stalinismus, der in den 1940er und 1950er Jahren unter Ana Pauker und Gheorghe Gheorghiu-Dej zu einer völligen Sowjetisierung des Landes geführt hatte, und dem so genannten „nationalkommunistischen Neostalinismus“, der mit der Machtergreifung Ceaușescus begann. Stalinismus und nationalkommunistischer Neostalinismus besitzen demnach nicht nur wesentliche Ähnlichkeiten, sondern auch eine tiefgründige strukturelle Kontinuität. Allerdings seien auch wesentliche Unterschiede erkennbar, so stand im Mittelpunkt der Ideologie der stalinistischen Diktatur in Rumänien zunächst der kommunistische Egalitarismus und der „Klassenkampf“ gegen die „Ausbeuter“ und „Klassenfeinde“, ebenso der revolutionäre „Internationalismus“ und die unverbrüchliche Freundschaft und Dankbarkeit gegenüber der Sowjetunion und ihrem großen Führer Stalin. Mit der Entstalinisierung wuchs jedoch in Rumänien allmählich auch die Distanz zur Sowjetunion, die sich mit dem Einmarsch der Warschauer-Pakt-Staaten in die ČSSR zur Niederschlagung des Prager Frühlings 1968 noch weiter verstärkte. Bei der Reideologisierung, die ab Anfang der siebziger Jahre einsetzte, nahm sodann ein extremer rumänischer Nationalismus und der Personenkult um den „größten Führer und Sohn seines Volkes“ einen zentralen ideologischen Stellenwert ein, allerdings ohne dass auf eine sozialrevolutionäre Rhetorik ganz verzichtet worden wäre.
Ein weiterer Unterscheidungsgrund sei die Situation der ethnischen Minderheiten gewesen. So waren während des Stalinismus der 1950er und frühen 1960er Jahre große Teile der deutschen sowie ungarischen Minderheit besonders stark von kollektiven und individuellen Repressions-, Verfolgungs- und Diskriminierungsmaßnahmen betroffen, während andere ethnische Minderheiten, beispielsweise die slawischen (wie Russen, Ukrainer, Südslawen), damals zumindest zeitweilig deutlich bevorzugt und gefördert wurden. In der Zeit der neostalinistischen Ceaușescu-Diktatur seien hingegen nahezu alle ethnischen Minderheiten (Deutsche, Slawen und Ungarn) ähnlich behandelt worden; das heißt, sie waren nahezu ausnahmslos vergleichbaren Diskriminierungsprozessen und Assimilationszwängen, Verfolgungen und Erpressungen ausgesetzt.

### Weitere als neostalinistisch bezeichnete Regime
Der albanische Diktator Enver Hoxha bezeichnete sich selbst als Neostalinisten, seine Ideologie, der Hoxhaismus, trägt ebenfalls stalinistische Züge. Nach dem Tod Stalins prangerte Hoxha Stalins Nachfolger Nikita Chruschtschow an und beschuldigte ihn des Revisionismus, was Albanien schließlich veranlasste, sich aus dem Warschauer Pakt zurückzuziehen.
Das Khalq-Regime in Afghanistan (April 1978 – Dezember 1979) wurde ebenfalls als neostalinistisch beschrieben. Seine radikale Politik versetzte das Land in einen Schockzustand und trug zum Beginn des Sowjetisch-afghanischen Krieges bei.
Nordkorea wurde auch von westlichen Medien als neostalinistischer Staat beschrieben, der einen modifizierten Marxismus-Leninismus in der als Juche bezeichneten offiziellen Ideologie aufnahm, wobei Verweise auf den Marxismus-Leninismus 1992 vollständig aus der überarbeiteten Staatsverfassung gestrichen wurden.
Einige sozialistische Gruppen wie die Trotzkistische Allianz für die Freiheit der Arbeiter bezeichnen das heutige China als neostalinistisch.
Am Ende des 20. und Anfang des 21. Jahrhunderts wurde Turkmenistans nicht-kommunistisches Regime unter Saparmyrat Nyýazow manchmal als neostalinistisch angesehen, vor allem mit Blick auf den Personenkult. Das nicht-kommunistische autoritäre Regime in Usbekistan unter Islam Karimow, der von 1989 bis 2016 regierte, wurde ebenfalls als neostalinistisch bezeichnet.

## Neostalinismus in der Ära Putin
Der Begriff Neostalinismus wird auch gelegentlich als politisches Schlagwort verwendet, um entsprechend der Ansicht der jeweiligen Autoren inhaltliche Verbindungen zum Stalinismus aufzuzeigen. So wird beispielsweise Wladimir Putins politisches System der „gelenkten Demokratie“ – Putinismus – als neostalinistisch interpretiert. Der Historiker Christoph Jünke konstatiert zunehmend selbstbewusst vorgetragene Versuche, wesentliche Theoreme der alten stalinistischen Weltanschauung zu aktualisieren und den historischen Stalinismus mehr oder weniger unverhohlen zu rechtfertigen, und bezeichnet diese als neostalinistisch. Am 1. Juni 2019 hielt Irina Scherbakowa auf Gut Gödelitz einen Vortrag unter dem Titel 30 Jahre nach der Perestroika. Neostalinismus im heutigen Russland. Einen weiteren Vortrag unter dem Titel Neostalinismus und die russische Gesellschaft heute hielt sie am 13. November 2019 in der Johann Wolfgang Goethe-Universität Frankfurt am Main. Die Veranstaltung war eine Kooperation des Fritz Bauer Instituts mit dem Förderverein Fritz Bauer Institut e. V. Am 11. November 2023 erschien im Online-Medium Journal für Internationale Politik und Gesellschaft der Friedrich-Ebert-Stiftung der Artikel Dreiste Umkehr von Gut und Böse von Nina L. Khrushcheva mit der Unterüberschrift: Seit dem Einmarsch in die Ukraine verbindet Wladimir Putin Neostalinismus mit religiöser Inbrunst – mit allen Absurditäten, die dies mit sich bringt.

## Kritik am Begriff
Von einigen Wissenschaftlern, wie beispielsweise dem deutschen Soziologen Werner Hofmann wird der Begriff als politische Charakterisierung für die Breschnew-Ära abgelehnt bzw. nicht verwendet, da seiner Meinung nach die Entstalinisierung nicht mit dem Sturz Chruschtschows endete, sondern in einigen Bereichen unter anderen Aspekten fortgeführt worden sei.

## Audios
- Krieg gegen die Ukraine – Putin und der Stalinismus, von Stefan Creuzberger, SWR2 Wissen: Aula, 15. August 2022

- „Wladolf Putler“? Was Putins Regime mit Faschismus und Stalinismus gemein hat, 32:12 Minuten Audio-Version, von Claus Leggewie, Deutschlandfunk Essay und Diskurs, 19. Februar 2023

- Stalins Tod vor 70 Jahren Die Rückkehr des militaristischen Siegeskults, 18.58 Minuten Audio-Version, von Gesine Dornblüth und Thomas Franke, Deutschlandfunk "Hintergrund", 1. März 2023

- Neostalinismus in Russland – Chruschtschows Rede von 1956 soll ein „Fehler“ sein, 4.59 Minuten Audio-Version von Gesine Dornblüth, Deutschlandfunk 8. Juli 2025

- Josef Stalin Er ist wieder da, Audio-Version 47.44 Minuten, mit Jörg Baberowski und Irina Scherbakowa, Deutschlandfunk "Der Rest ist Geschichte", von Jörg Biesler, 14. August 2025